# James Ford (attore)
James Ford (Lawrence, 21 marzo 1903 – San Diego, 13 febbraio 1977) è stato un attore statunitense attivo dal 1928 al 1948 per compagnie indipendenti, lavorando anche per la WB e poi in piccoli ruoli, anche di comparsa.

## Biografia
Nato a Lawrence, nel Massachusetts, alto e prestante (1,85), Ford esordì nel cinema a 25 anni, nel 1928 in un ruolo da comprimario nel western Wizard of the Saddle, prodotto dalla FBO, una piccola società di distribuzione che, dal 1923 al 1929, produsse anche 195 film.
Il suo ultimo film è stato, nel 1948, Il sortilegio delle Amazzoni di John H. Auer.
È morto in California, a San Diego, nel 1977.

## Filmografia
- Wizard of the Saddle, regia di Frank Howard Clark (1928)
- Limousine Love, regia di Fred Guiol (1928)
- The Divine Sinner, regia di Scott Pembroke (1928)
- Crepuscolo d'amore (Outcast), regia di William A. Seiter (1928)
- Monella bionda (Naughty Baby), regia di Mervyn LeRoy (1928)
- L'ultimo dei Wiski (Making the Grade), regia di Alfred E. Green (1929)
- Children of the Ritz, regia di John Francis Dillon (1929)
- House of Horror, regia di Benjamin Christensen (1929)
- Prisoners, regia di William A. Seiter (1929)
- Leaping Love, regia di Warren Doane (1929)
- Il bandito e la signorina (The Great Divide), regia di Reginald Barker (1929)
- La fiamma occulta (Wedding Rings), regia di William Beaudine (1929)
- Dieci soldi a danza (Ten Cents a Dance), regia di Lionel Barrymore (1931)
- Indiscreet, regia di Leo McCarey (1931)
- The Big Timer, regia di Edward Buzzell (1932)
- Week Ends Only, regia di Alan Crosland (1932)
- Unashamed, regia di Harry Baumont (1932)
- Follie del cinema (Movie Crazy), regia di Clyde Bruckman (1932)
- Piroscafo di lusso (Luxury Liner), regia di Lothar Mendes (1933)
- Il giocatore (Grand Slam), regia di William Dieterle(1933)
- In Old Kentucky, regia di George Marshall (1935)
- Hitch Hike Lady, regia di Aubrey Scotto (1935)
- La via lattea (The Milky Way), regia di Leo McCarey (1936)
- The Return of Sophie Lang, regia di George Archainbaud (1936)
- Hollywood Boulevard, regia di Robert Florey (1936)
- Pugno di ferro (Great Guy), regia di John G. Blystone (1936)
- Island in the Sky, regia di Herbert I. Leeds (1938)
- I Was a Convict, regia di Aubrey Scotto (1939)
- Non siamo più bambini (Young People), regia di Allan Dwan (1940)
- Stolen Paradise, regia di Louis J. Gasnier (1940)
- La prima è stata Eva (It Started with Eve), regia di Henry Koster (1941)
- Lo scorpione d'oro (My Favorite Blonde), regia di Sidney Lanfield (1942)
- Home in Wyomin', regia di William Morgan (1942)
- Non sei mai stata così bella (You Were Never Lovelier), regia di William A. Seiter (1942)
- La fortuna è bionda (Slightly Dangerous), regia di Wesley Ruggles (1943)
- A Fig Leaf for Eve, regia di Don Brodie (1944)
- E poi dove si va? (Where Do We Go from Here?), regia di Gregory Ratoff (1945)
- Il sortilegio delle Amazzoni (Angel on the Amazon), regia di John H. Auer (1948)